# Rank
Rank è un album dal vivo del gruppo musicale britannico The Smiths, pubblicato il 5 settembre 1988 dell'etichetta discografica Rough Trade Records, un anno dopo lo scioglimento del gruppo stesso. 
Il disco ha raggiunto la posizione numero 2 nella classifica inglese e la numero 77 in quella americana.

## Descrizione

### Produzione
La registrazione venne effettuata dalla BBC, per essere poi utilizzata in una successiva trasmissione radiofonica, alla National Ballroom di Kilburn il 23 ottobre 1986, durante uno dei live del tour promozionale di The Queen Is Dead. La selezione delle tracce venne decisa da Morrissey che, con l'approvazione di Marr, scelse di pubblicare 14 delle 21 canzoni suonate dalla band quella sera.
Il disco rende con assoluta fedeltà l'ottima performance della band al top della forma, a cui venne affiancato, come spesso succedeva nei concerti live, un secondo chitarrista ritmico: Craig Gannon, ex Bluebells e Aztec Camera. Il setlist è formato, in gran parte, dai brani dell'album The Queen Is Dead, con l'aggiunta di una manciata di nuove canzoni, tra cui Ask, Is It Really So Strange? (entrambe introdotte come Il nostro nuovo singolo) o lo strumentale The Draize Train.
Quando gli Smiths entrarono sul palco, Morrissey, prese il microfono e gridò un sonoro Hello! mentre, prima di iniziare There Is a Light That Never Goes Out, esordì con un Posso pregare i giornalisti di smettere di gettare le cose?. Durante I Know It's Over, invece, il frontman iniziò gradualmente a tirarsi la camicia sopra la sua testa, fino a cantare l'ultima parte del brano con il capo completamente nascosto al suo interno.
Le canzoni registrate durante lo show di Kilburn, ma omesse dall'album, sono: There Is a Light That Never Goes Out, I Want the One I Can't Have, Frankly, Mr. Shankly, Never Had No One Ever, Meat Is Murder e How Soon Is Now?.

### Titolo e copertina
Inizialmente il disco avrebbe dovuto intitolarsi The Smiths In Heat ma alla fine, dopo alcune resistenze da parte della Rough Trade, Morrissey decise per un equivoco omaggio al magnate del cinema britannico Arthur J.Rank: nello slang cockney, infatti, J.Arthur Rank sta per wank, ovvero masturbarsi.
La copertina, scelta dietro direttive dello stesso Morrissey, raffigura un primo piano dell'attrice inglese Alexandra Bastedo, sex symbol degli anni '60 e '70, realizzata dal John D. Green Studios. La foto interna dell'edizione apribile, realizzata da Ian Tilton, ritrae una decina di fans che si contendono una camicia di Moz dopo un concerto al GMEX di Manchester, del 19 luglio 1986. Sul vinile è incisa la frase: PEEPHOLISM.

## Tracce
1. The Queen Is Dead 4:11
2. Panic - 3:07
3. Vicar in a Tutu - 2:40
4. Ask - 3:12
5. His Latest Flame/Rusholme Ruffians medley - 3:55
6. The Boy with the Thorn in His Side - 3:47
7. Rubber Ring/What She Said medley - 3:41
8. Is It Really So Strange? - 3:45
9. Cemetry Gates - 2:50
10. London - 2:38
11. I Know It's Over - 7:49
12. The Draize Train - 4:23
13. Still Ill - 4:09
14. Bigmouth Strikes Again (5:51)

Tutte le tracce sono scritte da Morrissey/Marr, tranne His Latest Flame, scritta da Doc Pomus/Mort Shuman.

## Formazione
- Morrissey - voce
- Johnny Marr - chitarra
- Andy Rourke - basso
- Mike Joyce - batteria
- Craig Gannon - chitarra